# Comuna Hrînkî, Hlobîne
Hrînkî (în ucraineană Гриньки) este o comună în raionul Hlobîne, regiunea Poltava, Ucraina, formată din satele Hrînkî (reședința) și Tîmoșivka.

## Demografie
Componența lingvistică a comunei Hrînkî
     Ucraineană (97,57%)
     Rusă (2,21%)
     Alte limbi (0,11%)
Conform recensământului din 2001, majoritatea populației comunei Hrînkî era vorbitoare de ucraineană (97,57%), existând în minoritate și vorbitori de rusă (2,21%).

## Personalități născute aici
- Mîkola Lîsenko (1842 - 1912), compozitor, dirijor, pianist.